# Erannis obscurata-fasciata
Erannis obscurata-fasciata là một loài bướm đêm trong họ Geometridae.